# Shaolin contre Wu Tong
Pour plus de détails, voir Fiche technique et Distribution.
Shaolin contre Wu Tong (Shao Lin yu Wu Dang) est un film hongkongais réalisé par Gordon Liu, sorti en 1983.

## Synopsis
Bien qu'appartenant à deux écoles de kung-fu rivales, Shaolin et Wu Tong, Yung-Kit et Fong-Wu sont amis. Une amitié lourde de menaces pour le prince Hao qui soupçonne une alliance visant à le renverser. Ainsi, il décide pour régner en ordonnant le meurtre du maître de Wu Tong, afin de provoquer la vengeance de ses disciples contre ceux de Shaolin.

## Fiche technique
- Titre original : Shao Lin yu Wu Dang
- Titre français : Shaolin contre Wu Tong
- Titre américain : Shaolin and Wu Tang
- Réalisation : Gordon Liu
- Scénario : Pa-Ching Huang
- Production : Hing Fat Film Company
- Pays d'origine :  Hong Kong
- Durée : 87 minutes
- Date de sortie :

 Hong Kong : 7 juillet 1983
 France : 23 octobre 1985

## Distribution
- Gordon Liu (VF : Jacques Bernard) : Chua Hui / Hung Yung-Kit
- Adam Cheng : Siu Chow / Chou Fong-Wu
- Ching Li : Hung Hsi-Kuan
- Idy Chan : Yen Lan
- Shen Chan : moine Ming-dun